# Lindomar Ferreira de Oliveira
Lindomar Ferreira de Oliveira (nacido el 20 de noviembre de 1977) es un exfutbolista brasileño que se desempeñaba como delantero.
Jugó para clubes como el Albirex Niigata.

## Trayectoria

### Clubes
| Club            | País  | Año  |
| --------------- | ----- | ---- |
| Albirex Niigata | Japón | 2001 |

## Estadística de carrera

### J. League
| Club            | Año   | J. League | J. League | Copa J. League | Copa J. League | Total | Total |
| Club            | Año   | Part.     | Goles     | Part.          | Goles          | Part. | Goles |
| --------------- | ----- | --------- | --------- | -------------- | -------------- | ----- | ----- |
| Albirex Niigata | 2001  | 3         | 0         | 1              | 0              | 4     | 0     |
| Total           | Total | 3         | 0         | 1              | 0              | 4     | 0     |